# Somchai Wongsawat
Somchai Wongsawat (Thai: สมชาย วงศ์สวัสดิ์) (Nakhon Si Thammarat, 31 augustus 1947) is een Thais jurist en politicus van de Phak Palang Prachachon (PPP). Van 18 september tot en met 2 december 2008 was hij minister-president van Thailand (vanaf 9 september was hij reeds interim-minister-president).

## Achtergrond en loopbaan
Wongsawat studeerde in 1970 af als bachelor in de rechten aan de Thammasat-universiteit in Bangkok en bekwaamde zich vervolgens tot advocaat. In 2002 behaalde hij ook een master in de politieke wetenschappen aan het prestigieuze National Institute of Development Administration (NIDA).
In 1975 trouwde hij met Yaowapa Shinawatra, een zuster van voormalig premier Thaksin Shinawatra.
Na vanaf 1973 als advocaat werkzaam te zijn geweest, vervulde hij van 1974 tot 1997 allerlei rechterlijke ambten. Vanaf 1998 bekleedde hij de functie van secretaris-generaal op diverse departementen, vooral op dat van Justitie. Eind september 2006 ging hij met pensioen, in dezelfde maand waarin het leger Thaksin Shinawatra als premier afzette.

### Politieke activiteiten
Vanaf 2007 was hij de vice-politiek leider van de PPP. In datzelfde jaar kwam hij namens deze politieke partij in het parlement terecht. Begin 2008 werd hij minister van onderwijs en eveneens vicepremier. Op 9 september 2008 werd hij interim-premier nadat premier Samak Sundaravej op last van het constitutioneel hof vanwege een ongeoorloofde bijverdienste als tv-kok moest aftreden.
Op 17 september 2008 werd hij door 298 van de 440 parlementsleden tot nieuwe premier verkozen, de volgende dag werd dit door koning Bhumibol bekrachtigd. Op 25 september werd het kabinet-Wongsawat door de koning ingezworen. Wongsawat is Sundaravej ook opgevolgd als partijvoorzitter.
De Thaise regering wordt sinds voorjaar 2008 geconfronteerd met protesten van burgers, verenigd in de Volksalliantie voor Democratie (PAD). Somchai Wongsawat zou de juiste persoon zijn om deze protesten het hoofd te bieden, zij het dat het in zijn nadeel spreekt dat hij familiebanden heeft met oud-premier Thaksin Shinawatra, die vanwege beschuldigingen van corruptie door de Thaise justitie wordt vervolgd.
Op 26 november verwierp Somchai het idee van de legerleider om nieuwe verkiezingen te houden. De betogers hadden onder meer het internationale vliegveld van Bangkok bezet. Volgens Somchai was zijn regering op een democratische wijze aan de macht gekomen en werkte zij hard om de situatie in het land te verbeteren. De demonstranten beschuldigden de premier ervan een zetbaas te zijn van de afgezette premier Thaksin Shinawatra.
Op 2 december 2008 beval het constitutionele hof dat Wongsawat zijn premierschap diende neer te leggen omdat de PPP eind 2007 verkiezingsfraude had gepleegd. Ook oordeelde het hof dat hij de eerste vijf jaar geen politieke ambten mag bekleden. Benevens hem werden andere hoge politieke functionarissen veroordeeld. De PPP en twee coalitiepartijen werden door het grondwettelijk hof ontbonden. Wongsawat gaf nog dezelfde dag aan de uitspraak van het hof te respecteren en af te treden.